# Fela Fábregas
Rafaela Salinas, melhor conhecida como Fela Fábregas, (Tamaulipas, México, 22 de março de 1931 - Cidade de México, 10 de maio de 2018) foi uma produtora e empresária teatral mexicana. Foi considerada uma das principais promotoras do teatro moderno em México. Pertenceu à família de atores e empresários teatrais Fábregas (Manolo Fábregas, Virginia Fábregas e Rafael Sánchez Navarro).

## Biografia
Dentro da sociedade, Fela ficou como produtora e encarregada de relações sociais dos negócios teatrais dos Fábregas. A partir dos anos setenta, o casal inclinou-se principalmente para a comédia e os musicais. Desta maneira, participou em grandes produções de muito sucesso, como O diluvio que vem (1977-1981) e O violinista no tejado (1970).
Depois da morte de Manolo Fábregas em 1996, Fela continuou impulsionando o teatro mexicano e administrando os teatros adquiridos. Mais adiante, associar se com a empresa OCESA, com quem produziria alguns sucessos de teatro musical, como Gipsy, Surpresas e Que plantón!.
Faleceu na Cidade de México em 10 de maio de 2018 de uma parada cárdica, aos 87 anos.

## Vida pessoal
Com seu esposo Manolo Fábregas, teve cinco filhos, dos quais Rafael e Mónica Sánchez Navarro também são atores.